# Rovellasca
Rovellasca est une commune italienne de la province de Côme, dans la région Lombardie.

## Administration
| Période                                  | Période | Identité | Étiquette | Qualité |
| ---------------------------------------- | ------- | -------- | --------- | ------- |
|                                          |         |          |           |         |
| Les données manquantes sont à compléter. |         |          |           |         |

### Hameaux
Manera

### Communes limitrophes
Bregnano, Lazzate, Lomazzo, Misinto, Rovello Porro

## Personnalités liées à la commune
- Giovanni Battista Grassi (1854-1925), zoologiste.